# Balança-rabo-escuro
O balança-rabo-escuro (Threnetes niger) é uma espécie de ave da família Trochilidae (beija-flores).

## Distribuição geográfica
Pode ser encontrada nos seguintes países: Bolívia, Brasil, Colômbia, Equador, Guiana Francesa, Guiana, Peru, Suriname e Venezuela.

## Subespécies
São reconhecidas duas subespécies:
- Threnetes niger loehkeni (Grantsau, 1969) - nordeste do Brasil ao norte do Rio Amazonas (Amapá).
- Threnetes niger niger (Linnaeus, 1758) - Guiana Francesa e região adjacente do Brasil (norte do Amapá).

## Habitat
Os seus habitats naturais são: florestas subtropicais ou tropicais húmidas de baixa altitude.